# Championnats du monde de judo 1984
Les Championnats du monde féminins de judo 1984 se tiennent à Vienne en Autriche, les 10 et 11 novembre 1984.

## Résultats

### Femmes
| Catégories        | Or                 | Argent                | Bronze                             |
| ----------------- | ------------------ | --------------------- | ---------------------------------- |
| - 48 kg           | Karen Briggs       | Marie-France Colignon | Darlene Anaya Julie Reardon        |
| - 52 kg           | Kaori Yamaguchi    | Edith Hrovat          | Christina-Ann Boyd Joanna Majdan   |
| - 56 kg           | AnnMaria Burns     | Suzanne Williams      | Catherine Arnaud Gerda Winklbauer  |
| - 61 kg           | Natasha Hernández  | Chantal Han           | Kaori Hachinobe Martine Rottier    |
| - 66 kg           | Brigitte Deydier   | Irene de Kok          | Shinobu Kandori Dawn Netherwood    |
| - 72 kg           | Ingrid Berghmans   | Barbara Classen       | Anita Staps Véronique Vigneron     |
| + 72 kg           | Maria Teresa Motta | Fenglian Gao          | Margaret Castro Marjolein Van Unen |
| Toutes catégories | Ingrid Berghmans   | Marjolein Van Unen    | Fenglian Gao Natalina Lupino       |

## Tableau des médailles
| Rang | Nation               | Or | Argent | Bronze | Total |
| ---- | -------------------- | -- | ------ | ------ | ----- |
| 1    | Belgique             | 2  | 0      | 0      | 2     |
| 2    | France               | 1  | 1      | 4      | 6     |
| 3    | États-Unis           | 1  | 0      | 2      | 3     |
| -    | Japon                | 1  | 0      | 2      | 3     |
| 5    | Royaume-Uni          | 1  | 0      | 1      | 2     |
| 6    | Venezuela            | 1  | 0      | 0      | 1     |
| -    | Italie               | 1  | 0      | 0      | 1     |
| 8    | Pays-Bas             | 0  | 3      | 2      | 5     |
| 9    | Australie            | 0  | 1      | 2      | 3     |
| 10   | Autriche             | 0  | 1      | 1      | 2     |
| -    | Chine                | 0  | 1      | 1      | 2     |
| 12   | Allemagne de l'Ouest | 0  | 1      | 0      | 1     |
| 13   | Pologne              | 0  | 0      | 1      | 1     |